# 黑爾沃河
51°14′31″N 7°31′48″E / 51.242°N 7.53°E
黑爾沃河（德語：Hälver），是德國的河流，位於該國西部，流經北萊茵-威斯特法倫州，屬於福爾默河的左支流，河道全長8.6公里，流域面積17.8平方公里。